# Resimaguina saipa
Resimaguina saipa är en insektsart som beskrevs av Young 1986. Resimaguina saipa ingår i släktet Resimaguina och familjen dvärgstritar. Inga underarter finns listade i Catalogue of Life.